# Estádio Heriberto Hülse
Das Estádio Heriberto Hülse ist ein Fußballstadion im Bairro Comerciário der brasilianischen Stadt Criciúma, Bundesstaat Santa Catarina. Es bietet Platz für 28.749 Zuschauer und dient dem Verein Criciúma EC als Heimstätte.

## Geschichte
Das Estádio Heriberto Hülse wurde 1955 fertiggestellt und eröffnet. Am 18. Oktober 1955 trafen sich die beiden regionalen Vereine, und Imbituba zu einem Freundschaftsspiel, das mit einem 1:0-Erfolg für Imbituba zu Ende ging. Dabei gelang dem Imbituba-Spieler Valdo mit dem Siegtreffer das erste Tor im neuen Stadion. Seit 1955 dient das Estádio Heriberto Hülse dem Fußballverein Criciúma EC als Austragungsort für Heimspiele, wobei bereits dessen Vorgängerverein, ebenjenes Comerciário, das am Eröffnungsspiel beteiligt war, hier spielte. Im Jahr 1976 erfolgte schließlich die Auflösung von Comerciário und die Neugründung des Vereins unter dem Namen Criciúma EC. Mit der Umbenennung brachen erfolgreiche Jahre für den Fußball in Criciúma an.
Unter Trainerlegende Luiz Felipe Scolari holte der damalige Zweitligist im Jahr 1991 den brasilianischen Fußballpokal. Im Estadio Heribert Hülse reichte Socalaris Mannschaft ein torloses Remis im Rückspiel gegen Grêmio Porto Alegre, nachdem man im Hinspiel im Estádio Olímpico Monumental von Porto Alegre ein 1:1 erreicht hatte und somit die Auswärtstorregel auf seiner Seite hatte. Bis heute stellt der Pokalsieg von 1991 den größten Erfolg der Vereinsgeschichte von Criciúma EC dar. Dadurch war man auch berechtigt an der Teilnahme zur Copa Libertadores 1992. Die bis heute einzige Teilnahme des Vereins in diesem Wettbewerb verlief durchaus erfolgreich. In der Gruppenphase wurde man Erster, im Achtelfinale besiegte man Sporting Cristal aus Peru. Erst im Viertelfinale folgte das Aus gegen den späteren Sieger, den FC São Paulo. In der Folgezeit konnte der Verein allerdings nicht mehr an die Erfolge der frühen Neunzigerjahre anknüpfen und stieg 2005 gar in die drittklassigen Série C ab. Nach der Rückkehr in die zweite Liga etablierte sich Criciúma dort und schaffte 2012 die Rückkehr in die Série A. Zurzeit wird wieder in der Série B gespielt.
Das Estádio Heriberto Hülse hat derzeit eine Kapazität von 28.749 Zuschauerplätzen. Dieses Fassungsvermögen wurde durch Renovierungsarbeiten in der Folge des Pokalsieges 1991, der noch vor gerade einmal 15.000 Zuschauern errungen wurde, bedingt durch die Teilnahme an der Copa Libertadores, erreicht. Die Rekordkulisse im Stadion wurde am 20. Mai 1992 aufgestellt, als Criciúma in der Gruppenphase der Copa Libertadores gegen den FC São Paulo ein 1:1 errang. Seinen Namen hat die Spielstätte von Heriberto Hülse, der von 1958 bis 1960 Gouverneur des Bundesstaates Santa Catarina war und in dessen Regierungszeit die staatlich finanzierte Errichtung von Flutlichtmasten im Stadion von Criciúma fiel.